# بابا یاگا

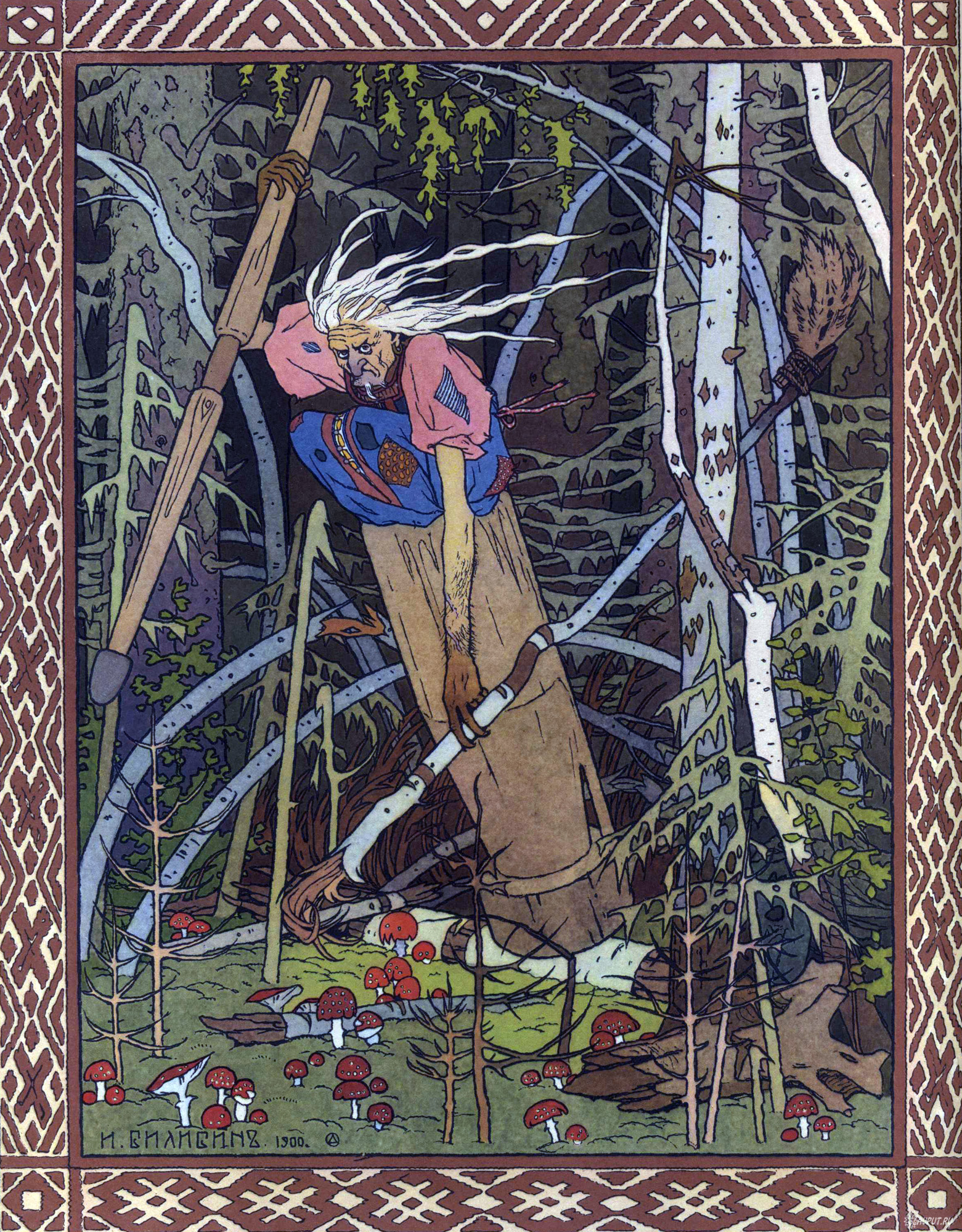
نقاشی بابا یاگا بر روی هاون در جنگل. توسط ایوان بیلیبین برای قصهٔ قومی واسیلیسای زیبا (۱۹۰۲)

بابا یاگا در اساطیر اسلاو و روسی، یک جادوگر افسانه‌ای و یکی از معروف‌ترین چهره‌های اسطوره‌ای ادبیات قومی روس است که در بسیاری از قصه‌ها و افسانه‌های جهان حضور دارد. او به مدت چندین قرن در سراسر شرق اروپا مورد وحشت مردم، به خصوص کودکان بود و به صورت جادوگر هولناکی درآمد و تجسم مرگ شد. شخصیت مشابهی را نیز می‌توان در آلمان و در میان یونانی‌ها، فنلاندی‌ها و مردمان بالتیک یافت. این شخصیت را اسلاوهای جنوبی، شرقی و غربی همگی می‌شناسند. نام بابا یاگا از دو بخش تشکیل شده‌است. در بیشتر زبان‌های اسلاوی بابا به معنی «مادربزرگ یا پیرزن» است. در برخی از داستان‌ها او دارای دو خواهر بزرگتر است که آن‌ها نیز بابا یاگا نامیده می‌شدند. بابا یاگا ظاهری همیشه پیر، با موهای خاکستری و چهره‌ای ترسناک و نفرت‌انگیز داشت. همچنین از او به عنوان بابا یاگای پااستخوانی یاد می‌شود، زیرا ظاهر لاغر و استخوانی او به یک اسکلت شباهت دارد. بر اساس افسانه‌ها، کلبهٔ این پیرزن با نام ایزبوشکا بر روی پاهای جوجه‌ای عظیم‌الجثه قرار دارد.
شوهر یا معشوق در زندگی او نقشی ندارد، اما مادر چندین دختر است. شیوهٔ جابه‌جا شدن او منحصر به فرد است. او پاهای خود را در یک هاون قرار می‌دهد و با استفاده از دسته هاون به عنوان پارو با سرعت زیاد به پیش می‌رود و با یک جارو رد پای خود را پاک می‌کند. ورودش با یک باد توفانی اعلام می‌شود که یادآور استفاده از باد به عنوان وسیلهٔ نقلیه توسط موجودات شیطانی است.
شخصیت قدیمی‌تر او همپایه ایزدبانوی بزرگ، ماتی، سیرا، زملیا بود و با این پایگاه، او ایزدبانوی حامی زنان و زایمان بود؛ او در مقام یک جادوگر نیز گاهی مهربان و بخشنده بود. بر طبق تکواژشناسی باور عامیانه ولادیمیر پراپ، بابا یاگا عموماً به عنوان شخصیتی است که به قهرمان اصلی داستان کمک می‌کند یا نقش ضدقهرمان را دارد و حتی ممکن است در هر دو نقش ظاهر شود، اما اغلب قصه‌هایی که بابا یاگا در آن‌ها حضور دارد، با انسان‌ها به دشمنی برمی‌خیزد. به طور مثال در قصه‌ها قهرمان داستان به عنوان مردی جوان و در جستجوی عروس، از بابا یاگا درخواست کمک می‌کند و او سمت و سوی درست را به قهرمان نشان می‌دهد.

## افسانه‌ها

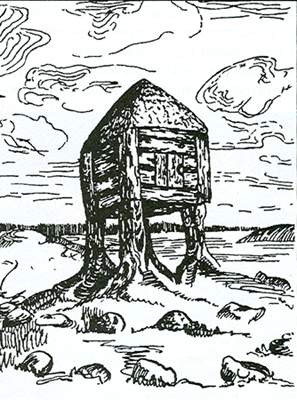
نقاشی محل زندگی بابا یاگا

بابا یاگا در بدترین شکل خود یک عفریتهٔ بچه‌خوار است، که طعمه خود را در مواقع آسیب‌پذیری بالا صید می‌کند؛ هنگامی که آن‌ها در خانه تنها و به حال خود رها شده‌اند، یا در جنگل سرگردانند، او با تعارف کردن یک سیب به آن‌ها نزدیک می‌شود و به تقلید از صدای مادرشان، صدای خود را نازک می‌کند؛ یا پسر بچه‌ای را که مشغول راندن قایق خود بر رودخانه است، به تقلید از مادرش صدا می‌زند. پس از آنکه بچه در خانهٔ او به دام می‌افتد، تصمیم به خوردن او می‌گیرد. اما کودک قهرمان مانند یک انسان بالغ همواره این زیرکی را دارد که از چنگ جادوگر بگریزد. این بچه ممکن است دختران بابا یاگا را ترغیب کند که در ماهیتابه سرخ کردنی بنشینند، طوری که وقتی جادوگر به خانه بر می‌گردد، به اشتباه فرزند خود را بخورد. بسیاری از داستان‌ها با تعقیب و گریزی هولناک به پایان می‌رسند، زیرا بابا یاگا وقتی متوجه می‌شود که فریب خورده و شکارش اغلب با مقداری اشیاء ارزشمند، از دامش گریخته است، با هاون و دسته هاون خود به راه می‌افتد تا آن‌ها را دستگیر کند. ممکن است با استفاده از چنگال‌ها و دندان‌های تیزش، در مسیر خود درختان و نی‌های مزاحم را قطع کند، یا با استفاده از سپر جادویی خود، شعله‌های سوزان آتش را به سمت فراریان بفرستد.